# شکاف جی آی یو کی

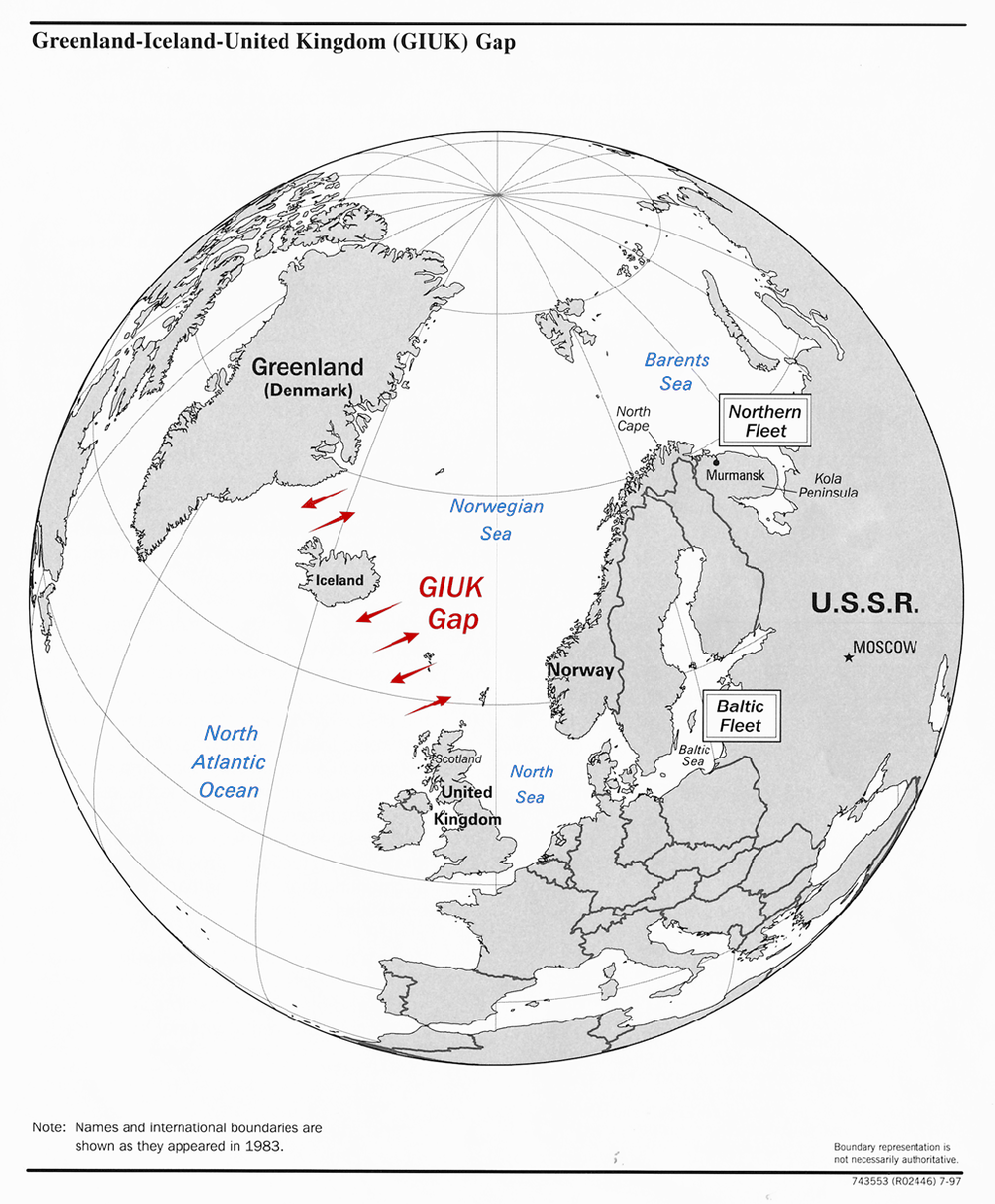
شکاف جی آی یو کی در اقیانوس اطلس شمالی (نمایش مرزهای بین‌المللی از سال ۱۹۸۳)

شکاف جی آی یو کی (انگلیسی: GIUK gap) منطقه ای در شمال اقیانوس اطلس است که یک تنگه یا گلوگله استراتژیک دریایی را تشکیل می‌دهد. نام آن کوتاه شده گرینلند، ایسلند و بریتانیا است، این شکاف دو ناحیه از لجه اقیانوسی بین این سه خشکی است. دریای نروژ و دریای شمال را از لجه اقیانوس اطلس جدا می‌کند. این اصطلاح معمولاً در رابطه با موضوعات نظامی استفاده می‌شود. این منطقه از ابتدای قرن بیستم از نظر استراتژیک مهم در نظر گرفته شده‌است.